# Hyen
Hyen är en sjö i Säters kommun i Dalarna och ingår i Dalälvens huvudavrinningsområde. Sjön har en area på 1,63 kvadratkilometer och ligger 85,2 meter över havet. Sjön avvattnas av vattendraget Nyängsån.
Sjöns främsta inflöde är Nyängsån och utflödet är Uppboån. Den enda ön heter Killingholmen. Snirsholmen är en halvö. Namnbärande vikar är bl.a. Hindersviken och Kannviken.

## Delavrinningsområde
Hyen ingår i delavrinningsområde (670102-150322) som SMHI kallar för Utloppet av Hyen. Medelhöjden är 105 meter över havet och ytan är 7,81 kvadratkilometer. Räknas de 13 avrinningsområdena uppströms in blir den ackumulerade arean 118,66 kvadratkilometer. Nyängsån som avvattnar avrinningsområdet har biflödesordning 2, vilket innebär att vattnet flödar genom totalt 2 vattendrag innan det når havet efter 173 kilometer. Avrinningsområdet består mestadels av skog (37 procent), öppen mark (16 procent) och jordbruk (22 procent). Avrinningsområdet har 1,62 kvadratkilometer vattenytor vilket ger det en sjöprocent på 20,7 procent.